# First Lady (film)
First Lady is een Amerikaanse komische film uit 1937 onder regie van Stanley Logan met in de hoofdrollen Kay Francis, Preston Foster, Anita Louise, Walter Connolly en Verree Teasdale. De film is gebaseerd op het gelijknamige toneelstuk van George S. Kaufman en Katharine Dayton uit 1935.

## Verhaal
Lucy Chase Wayne (Kay Francis), de kleindochter van de president van de Verenigde Staten, voert discreet campagne om de presidentiële nominatie binnen te rijven voor haar echtgenoot, minister van Buitenlandse Zaken Stephen Wayne (Preston Foster). Ze probeert de steun te krijgen van de opkomende senator Gordon Keane (Victor Jory), een overwinning die dubbel zoet zou zijn omdat hij de protégé is van haar aartsrivale Irene Hibbard (Verree Teasdale).

## Rolverdeling
| Acteur           | Personage                 | Opmerkingen         |
| ---------------- | ------------------------- | ------------------- |
| Kay Francis      | Lucy Chase Wayne          |                     |
| Preston Foster   | Stephen Wayne             |                     |
| Anita Louise     | Emmy Page, Lucy's niece   |                     |
| Walter Connolly  | Carter Hibbard            |                     |
| Verree Teasdale  | Irene Hibbard             |                     |
| Victor Jory      | Senator Gordon Keane      |                     |
| Marjorie Rambeau | Belle Hardwick            |                     |
| Marjorie Gateson | Sophy Prescott            |                     |
| Louise Fazenda   | Lavinia Mae Creevey       |                     |
| Henry O'Neill    | Judge George Mason        |                     |
| Grant Mitchell   | Ellsworth T. Banning      |                     |
| Eric Stanley     | Senator Tom Hardwicke     |                     |
| Lucile Gleason   | Mrs. Mary Ives            | als Lucille Gleason |
| Sara Haden       | Mrs. Mason                |                     |
| Harry Davenport  | Charles                   |                     |
| Gregory Gaye     | Prince Boris Gregoravitch |                     |
| Olaf Hytten      | Bleeker                   |                     |